# نیزار (فیلم)
نی‌زار فیلمی به کارگردانی محمود کوشان و نویسندگی جمشید صداقت‌نژاد محصول سال ۱۳۵۴ است.

## خلاصه
علی (رضا بیک ایمانوردی) پس از سپری کردن ایام محکومیت همراه نامزدش مریم (آرام) به زادگاهش بازمی‌گردد...

## بازیگران
- رضا بیک ایمانوردی
- آرام
- همایون اشکان
- فریده بیات
- حسن رضایی
- علی زاهدی
- غلامرضا سرکوب